# Conus arafurensis
Espèce
Conus arafurensis est une espèce de mollusques gastéropodes marins de la famille des Conidae.
Comme toutes les espèces du genre Conus, ces escargots sont prédateurs et venimeux. Ils sont capables de « piquer » les humains et doivent donc être manipulés avec précaution, voire pas du tout.

## Description
La taille de la coquille varie entre 25 mm et 51 mm.

## Distribution
Cette espèce est présente dans la mer d'Arafura.

## Taxonomie

### Publication originale
L'espèce Conus arafurensis a été décrite pour la première fois en 2013 par les malacologistes Éric Monnier (d), Loíc Limpalaër et Alain Robin dans « Xenophora Taxonomy »,.

### Synonymes
- Conus (Pionoconus) arafurensis (Monnier, Limpalaër & Robin, 2013) · appellation alternative
- Pionoconus arafurensis Monnier, Limpalaër & Robin, 2013 · non accepté (combinaison originale)